# Barry Dierks
Barry Dierks (* 1899 in Pittsburgh; † 20. Februar 1960 in Frankreich) war ein US-amerikanischer Architekt der Moderne. Er war in Frankreich aktiv, vor allem in der Côte d’Azur von 1925 bis in die 1950er Jahre.

## Leben
Barry Dierks, Sohn von W. C. Dierks, Geschäftsführer der Klavierfabrik C. C. Mellor, studierte Architektur am Carnegie Institute of Technology in Pittsburgh, wo er 1921 sein Diplom machte. Er setzte sein Studium an der École des Beaux-Arts in Paris im Atelier von Léon Jaussely fort.
Um seinen Aufenthalt in Frankreich zu finanzieren, nahm er einen Job bei der Bank Choillet an. Hier machte er Bekanntschaft mit dem Bankdirektor Colonel Eric Sawyer, einem ehemaligen Offizier der britischen Armee, der sein Geliebter und lebenslanger Partner wurde. Im Jahr 1925 beschlossen die beiden, sich im Süden von Frankreich niederzulassen. Diese Entscheidung basierte auf dem beruflichen Ziel von Dierks und der wachsenden Nachfrage für Landhäuser in dieser Region von vermögenden Kunden, zum größten Teil Briten.
In Théoule-sur-Mer im Département Alpes-Maritimes entdeckten Dierks und Sawyer einen 6000 m² großen isolierten Ort mit einer unzugänglichen Bucht und einen privaten Strand auf einer privaten Halbinsel an der Pointe de l’Esquillon, wo sie ihr Haus, die Villa Le Trident bauten.
Von 1925 bis zu seinem Tod hatte Dierks mehr als 100 Aufträge für Neubauten sowie Umbau und Erweiterungen bestehender Villen. Sein Kundenstamm, der aus Aristokraten, Künstlern und Unternehmern zusammengesetzt war, schien nur durch Mundpropaganda aufgebaut worden zu sein.
Während des Zweiten Weltkrieges beteiligte sich Barry Dierks an humanitären Einsätzen, bevor er die Region verließ; Eric Sawyer schloss sich dem Widerstand an. Im Jahr 1946 hinterließ General Georges Catroux eine lobende Anmerkung über ihre Aktivitäten während des Kriegs im Gästebuch der Villa Le Trident.
Im Jahr 1956 wurde nach Krankheit sein Bein amputiert. Er starb am 20. Februar 1960, Eric Sawyer lebte noch bis 1985.

## Ausführungen
Laut einer Studie aus dem Jahr 2004 sind 102 Baustellen von Dierks registriert worden. Unter diesen Aufträgen waren 66 britische und 25 französische Kunden. Fast ein Viertel der Villen war für Aristokraten gebaut worden.
Die folgende Tabelle zeigt eine unvollständige Liste von Werken von Barry Dierks:
| Datum | Name                   | Kunden                      | Anschrift                                             | IGPC          |
| ----- | ---------------------- | --------------------------- | ----------------------------------------------------- | ------------- |
| 1925  | Villa Le Trident       | Barry Dierks                | 8, impasse Renoir, Théoule-sur-Mer                    |               |
| 1927  | Villa La Mauresque     | Somerset Maugham            | 52, boulevard du Gal-de-Gaulle, Saint-Jean-Cap-Ferrat | n° IA06000981 |
| 1928  | Villa La Reine Jeanne  | Paul-Louis Weiller          | Hameau de Cabasson, Bormes-les-Mimosas                |               |
| 1930  | Villa Saint-Ange       | Hedwige d’Ursel             | Le Brusc, Six-Fours-les-Plages                        | n° IA83000435 |
| 1932  | Château de l'Horizon   | Maxine Elliott              | Route du Bord-de-mer, Golfe-Juan, Vallauris           |               |
| 1932  | Domaine de L'Oustaroun | Marquise de Brantes         | 763, chemin des Salles, Vence                         |               |
| 1932  | Villa Les Aspres       | Marquise de Ganay           | Grasse                                                |               |
| 1933  | Manoir Eden Roc        | Marquess of Cholmondeley    | Golfe-Juan                                            |               |
| 1936  | Villa Lilliput         | Amiral-comte Antoine Sala   | 40, boulevard James-Wyllie, Antibes                   | n° IA06001101 |
| 1937  | Villa Lou Vieï         | Herman Rogers               | 10 bis, ancien chemin de Vallauris, Cannes            | n° IA06000561 |
| 1937  | Villa Zéro             | Mrs. Grant Milnes           | 416, chemin de la Mosquée, Antibes                    | n° IA06001165 |
| 1937  | Villa Sous le Vent     | Mrs. Sidney Allen           | impasse Félix, Antibes                                | n° IA06001166 |
| 1937  | Mas de Terrafial       | Frederick Price             | 3, avenue Ziem, Cannes                                | n° IA06000364 |
| 1937  | Villa Tanah Merah      | George Benjamin Edward Keun | 64, avenue des Pins, Antibes                          | n° IA06001245 |
| 1937  | Villa Le Beaurevoir    | Diarmid Campbell-Johnson    | 450, avenue Mrs.-L.-D.-Beaumont, Antibes              | n° IA06001174 |
| 1938  | Pavillon de bains      | M. und Mme Boissevain       | 365, chemin de la Mosquée, Antibes                    | n° IA06001175 |
| 1938  | Villa Aujourd'hui      | Mrs. Audrey Chadwick        | 1546, boulevard Maréchal-Juin, Antibes                | n° IA06001178 |
| 1939  | Villa Ad Astra         | Général Catroux             | 13, avenue Ziem, Cannes                               | n° IA06000365 |
| 1939  | Villa La Cassine       | Comte Damien de Martel      | 112 bis, boulevard Francis-Meilland, Antibes          | n° IA06001187 |
| 1940  | Villa Casa Lauretta    | Grace Moore                 | Mougins                                               |               |
| 1940  | Villa Casa Estella     | Mrs. Aubrey Cartwright      | impasse Félix, Antibes                                | n° IA06001164 |
| 1940  | Villa Aigue-Marine     | Howard Wilcox               | 490, chemin de la Mosquée, Antibes                    | n° IA06001236 |
| 1940  | Villa Patenôtre        | Raymond Patenôtre           | 38, boulevard Montfleury, Cannes                      | n° IA06000568 |
| 1940  | Clos de la Garoupe     | Lord und Lady Norman        | 1311, chemin de la Garoupe, Cap d'Antibes             | n° IA06001210 |
| 1950  | Villa Le Clocher       | Lord und Lady Norman        | 1472, chemin de la Garoupe, Antibes                   | n° IA06001154 |
| 1950  | Cottage d’Eilenroc     | Mr. und Mrs. Beaumont       | 460, avenue Mrs. L-D Beaumont, Antibes                | n° IA06001161 |
| 1951  | Villa Hier             | Anthony Edgar Somers        | 374, avenue Mrs. L-D Beaumont, Antibes                | n° IA06001173 |
| 1952  | Villa La Folie         | Willoughby Norman           | chemin de la Croé, Cap d'Antibes                      | n° IA06001211 |
| 1952  | Cottage de la Garoupe  | Lord und Lady Norman        | 1530, chemin de la Garoupe, Cap d'Antibes             | n° IA06001153 |
| 1956  | Villa Piccola Bella    | Mme G.L.P. Woodward         | 122, avenue de Vallauris, Cannes                      | n° IA06000628 |
| 1958  | Villa Moschetti        | Joseph Moschetti            | 18, rue Boucicaut, Cannes                             | n° IA06000620 |
| 1960  | Villa du Bord de mer   | Lord und Lady Norman        | 1472, chemin de la Garoupe, Antibes                   | n° IA06001221 |